# Glandora diffusa
Glandora diffusa,  sin. Lithodora diffusa, Lithospermum diffusa, es una especie de planta con flores de la familia Boraginaceae. Es una planta perenne en forma de mata que crece hasta 15 cm (6 plg) alto a 60 cm (24 plg) o más de ancho, con hojas siempre verdes, peludas, de color verde oscuro y masas de flores azules o blancas de 5 lóbulos. Es adecuada para el cultivo en un jardín de rocas o un jardín alpino .
Aunque existe una variedad con flores blancas, G. diffusa var. alba, las variedades de flores azules son las más apreciadas en los jardines por el intenso color azul de sus abundantes flores. Se han desarrollado varios cultivares para uso en jardines.
Glandora diffusa es resistente hasta −15 °C (5 °F) ( zonas USDA 6 - 8), y requiere una situación a pleno sol. Necesita un suelo ácido o neutro bien drenado, ya que es susceptible a la pudrición de la raíz. Requiere vernalización para florecer.
El antiguo término griego lithodora significa literalmente "regalo de piedra", refiriéndose a su hábitat preferido. Diffusa significa "extenderse" y se refiere al hábito de crecimiento de la planta.